# Borgoña (color)
Borgoña es la denominación colectiva de los colores correspondientes a la coloración de los vinos producidos en la región francesa de Borgoña. Es una de las variantes del color vino.
Estos colores están comprendidos en los acervos iconolingüísticos tradicionales de la cultura europea y, especialmente, de la francesa.
En idioma inglés, el color borgoña (burgundy) denota exclusivamente coloraciones rojo oscuras con variantes purpúreas, castañas o grisáceas .
Debajo se proporcionan muestras de color burgundy provenientes de diccionarios del color estadounidenses.
|            | Burgundy                | Burgundy                   | Burgundy           |
| HTML       | #900020                 | #543D3F                    | #50404D            |
| RGB        | (144, 0, 32)            | (84, 61, 63)               | (80, 64, 77)       |
| HSV        | (346.7°, 100 %, 56.5 %) | (355°, 27 %, 33 %)         | (311°, 20 %, 31 %) |
| Referencia | Maerz & Paul            | Taylor, Knoche & Granville | Maerz & Paul       |

## Usos
En relación con la acepción popular del color borgoña:
Es muy utilizado como tono de color de cabello y en la moda, tanto masculina como femenina, así como en mobiliario y tapicería.

### En indumentaria deportiva
Es uno de los colores oficiales de los equipos:
- Washington Football Team
- Colorado Avalanche
- Colorado Rapids
- Selección de fútbol de Venezuela, y en general las selecciones deportivas de ese país.
- Deportes Tolima
- Tomateros de Culiacán
- Torino Football Club

## Galería

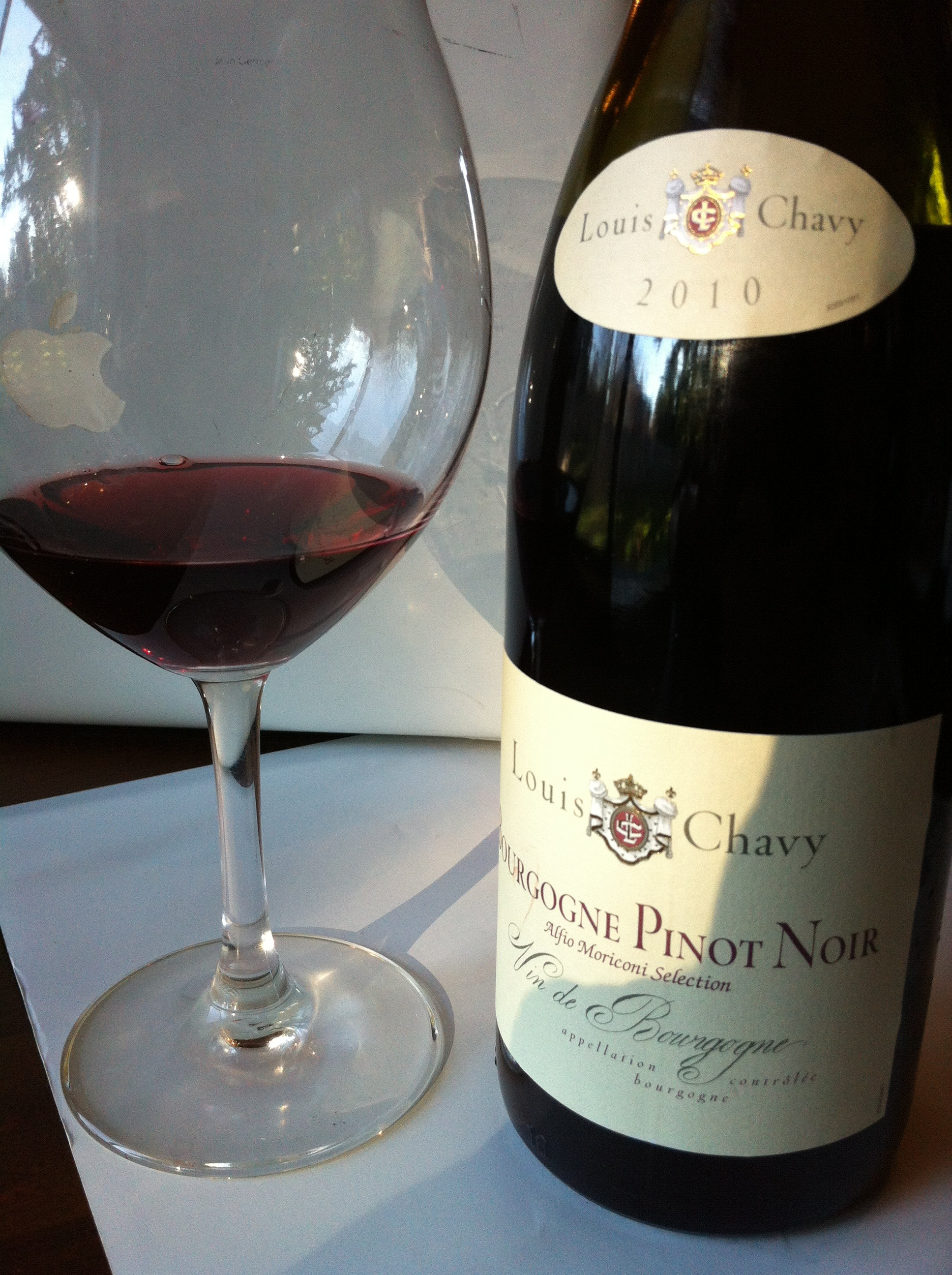
Vino borgoña Pinot
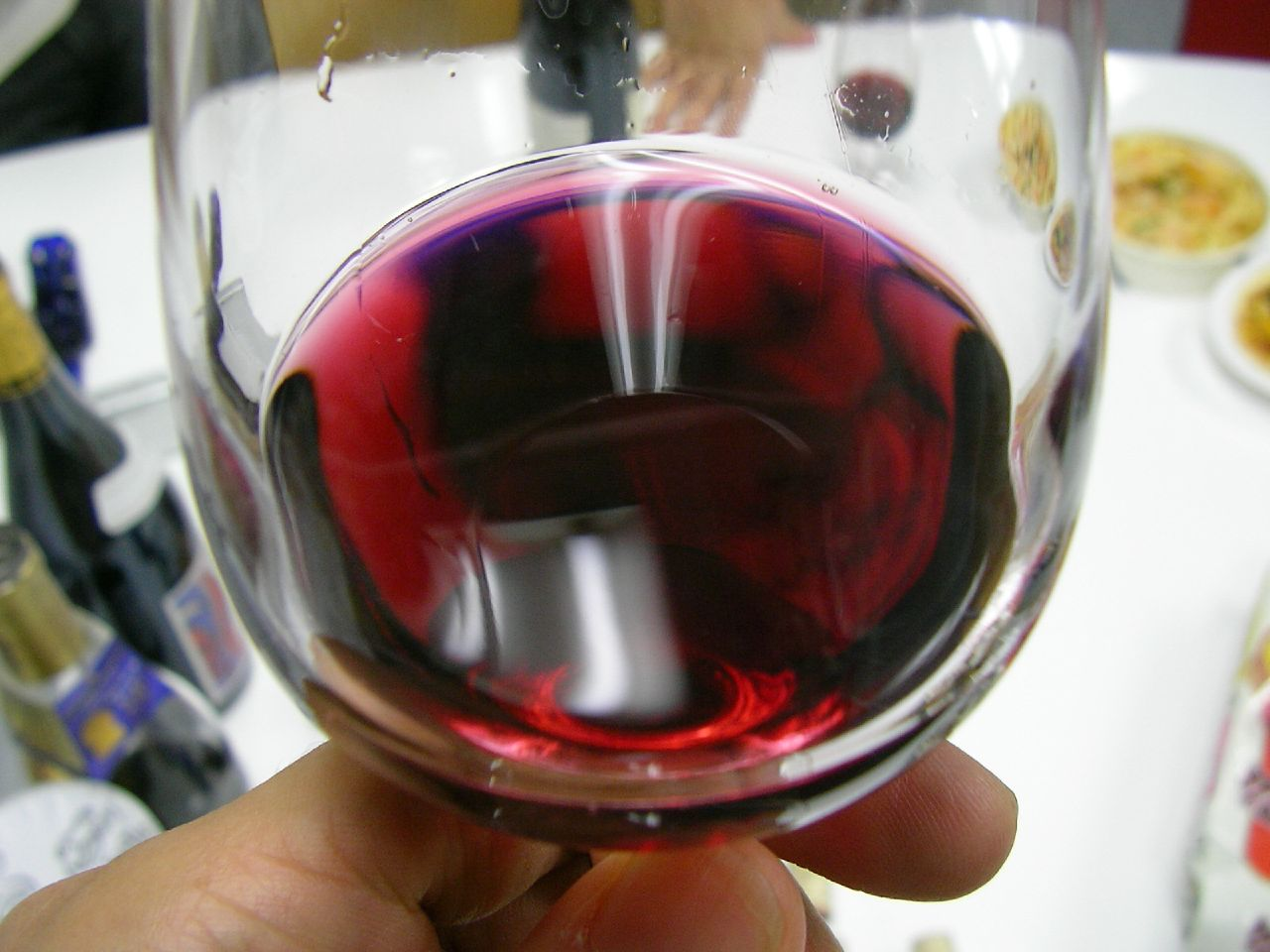
Vino borgoña Beaujolais Nouveau